# Thomas Bryant
Thomas Jermaine Bryant (Rochester, 1997. július 31. –) amerikai kosárlabdázó, a Miami Heat játékosa a National Basketball Associationben (NBA).
Egyetemen az Indiana Hoosiers játékosa volt, 2015 és 2017 között. A 2017-es NBA-draft során a Utah Jazz választotta a 42. helyen, de később Josh Harttal együtt a Los Angeles Lakers csapatába küldték, de a kaliforniai csapat egy évvel később felbontotta szerződését. Ezt követően leszerződtette a Washington Wizards, ahol pályafutása fellendült, a fővárosban eltöltött négy évében szinte végig kezdő volt és tíz pont felett átlagolt. 2022 júliusában visszatért a Lakers csapatához, ahonnan mindössze hat hónappal később ismét távozott, a Denver Nuggets játékosa lett. Itt se maradt sokáig, a szezon végén a Miami Heathez szerződött.

## Statisztika

### Egyetem
| Év        | Csapat           | JM | KM | JP/M | MG%  | 3P%  | BD%  | LP/M | GP/M | L/M | B/M | P/M  |
| --------- | ---------------- | -- | -- | ---- | ---- | ---- | ---- | ---- | ---- | --- | --- | ---- |
| 2015–2016 | Indiana Hoosiers | 35 | 35 | 22,6 | .683 | .333 | .706 | 5,8  | 1,0  | 0,5 | 0,9 | 11,9 |
| 2016–2017 | Indiana Hoosiers | 34 | 34 | 28,1 | .519 | .383 | .730 | 6,6  | 1,5  | 0,8 | 1,5 | 12,6 |
| Karrier   | Karrier          | 69 | 69 | 25,3 | .592 | .373 | .718 | 6,2  | 1,2  | 0,6 | 1,2 | 12,2 |

### NBA
| Év        | Csapat             | JM  | KM  | JP/M | MG%  | 3P%  | BD%   | LP/M | GP/M | L/M | B/M | P/M  |
| --------- | ------------------ | --- | --- | ---- | ---- | ---- | ----- | ---- | ---- | --- | --- | ---- |
| 2017–2018 | Los Angeles Lakers | 15  | 0   | 4,8  | .381 | .100 | .556  | 1,1  | 0,4  | 0,1 | 0,1 | 1,5  |
| 2018–2019 | Washington Wizards | 72  | 53  | 20,8 | .616 | .333 | .781  | 6,3  | 1,3  | 0,3 | 0,9 | 10,5 |
| 2019–2020 | Washington Wizards | 46  | 36  | 24,9 | .581 | .407 | .741  | 7,2  | 1,8  | 0,5 | 1,1 | 13,2 |
| 2020–2021 | Washington Wizards | 10  | 10  | 27,1 | .648 | .429 | .667  | 6,1  | 1,5  | 0,4 | 0,8 | 14,3 |
| 2021–2022 | Washington Wizards | 27  | 9   | 16,3 | .520 | .286 | .875  | 4,0  | 0,9  | 0,2 | 0,8 | 7,4  |
| 2022–2023 | Los Angeles Lakers | 41  | 25  | 21,4 | .654 | .440 | .741  | 6,8  | 0,7  | 0,3 | 0,6 | 12,1 |
| 2022–2023 | Denver Nuggets     | 18  | 1   | 11,4 | .485 | .444 | .722  | 3,3  | 0,1  | 0,1 | 0,4 | 4,6  |
| 2023–2024 | Miami Heat         | 38  | 4   | 11,6 | .577 | .182 | .872  | 3,7  | 0,6  | 0,3 | 0,4 | 5,7  |
| 2024–2025 | Miami Heat         | 10  | 0   | 11,5 | .429 | .353 | 1.000 | 3,2  | 0,4  | 0,1 | 0,9 | 4,1  |
| Karrier   | Karrier            | 277 | 138 | 18,3 | .593 | .355 | .773  | 5,4  | 1,0  | 0,3 | 0,7 | 9,3  |